# Tutanota
A Tuta (korábban Tutanota) egy end-to-end titkosított e-mail-szoftver és freemium gazdája egy biztonsági e-mail-szolgáltatásnak.  Mottójuk: "einfach.sicher.mailen" németül, angolul "easy.secure.mailing", magyarul "könnyű.biztonságos.levelezés". Üzleti modelljük kizárja a hirdetésekből származó bevételeket. Helyette teljes mértékben az adományokra és a prémium tagdíjakra támaszkodik. 2017. márciustól kezdve a Tutanota tulajdonosai bejelentése szerint terméküknek több mint 2 millió felhasználója van.

## Történet
A Tutanota név a latinból ered és a „tuta” és a „nota” szavakat foglalja magába, és „biztonságos üzenetet” jelent. A Tutao GmbH (Kft-t) 2011-ben alapították Hannoverben, Németországban.
A Tutanota fejlesztők célja a levelezéskori titoktartásért való harc. Víziójuk még nagyobb jelentőséget kapott, amikor Edward Snowden napvilágra hozta az NSA tömeges megfigyeléseiről szóló programokat, mint amilyen 2013-ban az Xkeyscore XKeyscore.
2014 óta a szoftver nyílt forráskódú és külső felek által is hozzáférhető a GitHub-on. 2020 novemberében a kölni bíróság elrendelte az egyszeri monitorozását a Tutanota számlának, hogy használták-e erőszakos extortion kísérlethez. A
monitorozás csak a jövőbeni titkosított üzenetekre vonatkozott és az addigi üzenetekre nem volt hatása.

## Titkosítás
A Tutanota a Tutanota-felhasználók és mások egymás közötti levelezéséhez végpontok közötti titkosítást ajánl. A Tutanota az összes emailt és a kapcsolatokat is szerverein titkosítva tárolja, "kivéve a felhasználók e-mail-címeit csakúgy, mint az e-mailek küldőit és fogadóit" és az "email küldése vagy fogadása időpontját". Az e-mailek titkosítatlanul kerülnek elküldésre, csak a Tutanota-felhasználók és a Tutanota szerverei között titkosítottak és ekkor titkosítás nélkül kerülnek a végső fogadó felhasználónak postázásra. A Tutanota szabványosított, hibrid módszert szimmetrikus és aszimmetrikus algoritmusokat használ – AES 128 bittel és RSA 2048 bittel.  A külső címzettek, akik nem használják a Tutanotát, értesítést kapnak egy linkkel egy ideiglenes Tutanota számlához. Az előzetesen egyeztetett jelszóval belépve a címzett el tudja olvasni és végpontok közötti titkosítással válaszolni tud.

## Postafiók törlése
A Tutanota azokat az ingyenes fiókjait törli, amelyekbe 6 hónapot követően sem történt belépés.

## Cenzúra
A Tutanotát ismeretlen okokból (bár azt hiszik, hogy a megkötések az aktuális akciók részét jelentik az országon kívüli szolgáltatókkal szemben, különösen ha azok titkosítottan kommunikálnak) az internet cenzúrázása miatt Egyiptomban 2019 októberétől és Oroszországban 2020 februárja óta blokkolják.